# Microphysa elongata
Microphysa elongata är en måreväxtart som först beskrevs av Alexander Gustav von Schrenk, och fick sitt nu gällande namn av Evgeniia Georgievna Pobedimova. Microphysa elongata ingår i släktet Microphysa och familjen måreväxter. Inga underarter finns listade i Catalogue of Life.